# Lucky All My Life
Lucky All My Life is een nummer van de Nederlandse band Racoon uit 2008. Het is de eerste single van hun vierde studioalbum Before you leave.
Het haalde de 19e positie in de Nederlandse Top 40.

## NPO Radio 2 Top 2000
| Nummer met noteringen in de NPO Radio 2 Top 2000 | '10  | '11  | '12  | '13  | '14  |
| ------------------------------------------------ | ---- | ---- | ---- | ---- | ---- |
| Lucky All My Life                                | 1656 | 1878 | 1557 | 1850 | 1915 |

1. ↑  Een vetgedrukt getal geeft de hoogste notering aan.
2. ↑  2010 was het eerste jaar met een notering voor dit nummer.
3. ↑  Deze tabel is bijgewerkt tot en met de laatste editie (2024).